# Jared Kushner

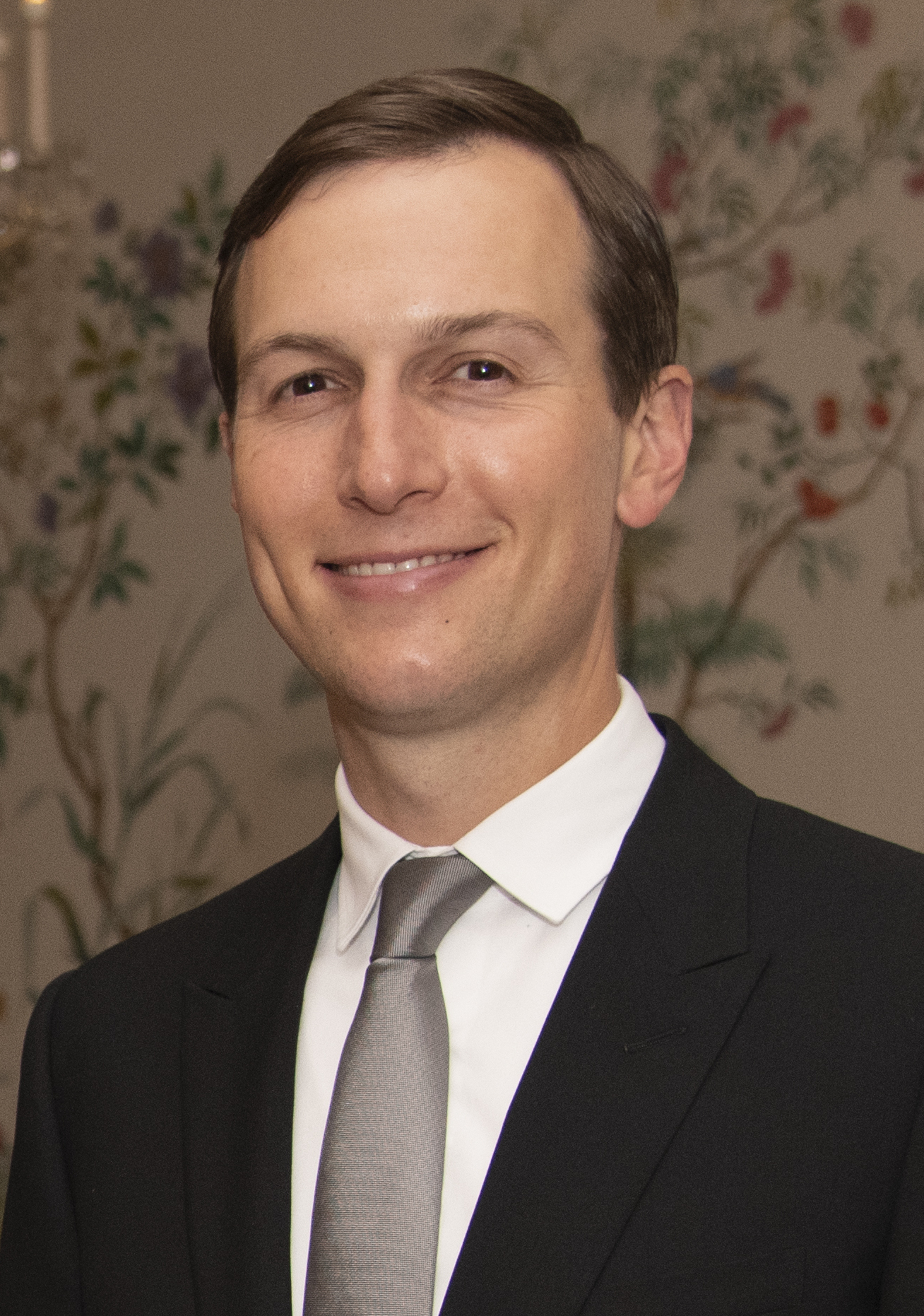
Jared Kushner (2019)

Jared Corey Kushner (* 10. Januar 1981 in Livingston, New Jersey) ist ein amerikanischer Immobilienentwickler, Medienunternehmer, Finanzinvestor und Politikberater. Er ist der Schwiegersohn von Donald Trump, dem 45. und  47. Präsidenten der Vereinigten Staaten. Während des Präsidentschaftswahlkampfs 2015/16 gehörte er zu Trumps wichtigsten Beratern und leitete die digitale Kommunikation. Seit Trumps Amtsantritt war Kushner Chefberater („Senior Advisor“) des ehemaligen Präsidenten und hatte eine Reihe von Sonderfunktionen inne, darunter Innovation. Gegen Kushner wird im Rahmen der Vorwürfe geheimer Absprachen von Trumps Wahlkampfteam mit russischen Stellen ermittelt.
Kushner gilt als einer der maßgeblichen Initiatoren der Abraham Accords Declaration, dem unter der Schirmherrschaft von Trump während dessen Amtszeit unterzeichneten Normalisierungsabkommen der Beziehungen zwischen Israel, den Vereinigten Arabischen Emiraten und Bahrain sowie später Sudan und Marokko.

## Familie
Kushner wurde 1981 in Livingston, New Jersey, als ältester Sohn des Immobilienmagnaten Charles Kushner (* 1954) und dessen Ehefrau Seryl Kushner (geb. Stadtmauer) in eine modern-orthodox-jüdische Familie geboren. Sein jüngerer Bruder Joshua Kushner (* 1985) ist Investmentfondsmanager und Gründer der Private-Equity-Risikokapitalgesellschaft Thrive Capital; er ist seit 2018 mit dem Model Karlie Kloss verheiratet. Seine Schwester Nicole ist mit Joseph Meyer verheiratet. Meyer ist Vorstandsvorsitzender von Jared Kushners Medienunternehmen Observer Media Group und Herausgeber von Kushners Online-Publikation observer.com. Kushners aus Belarus stammende Großeltern Joseph und Reichel Kushner überlebten als Bielski-Partisanen den Holocaust und emigrierten 1949 über Italien nach New York. In New York legte Joseph Kushner den Grundstein für die Immobiliendynastie Kushner, zu der noch Jareds Onkel Murray Kushner und dessen Sohn Marc Kushner gehören.

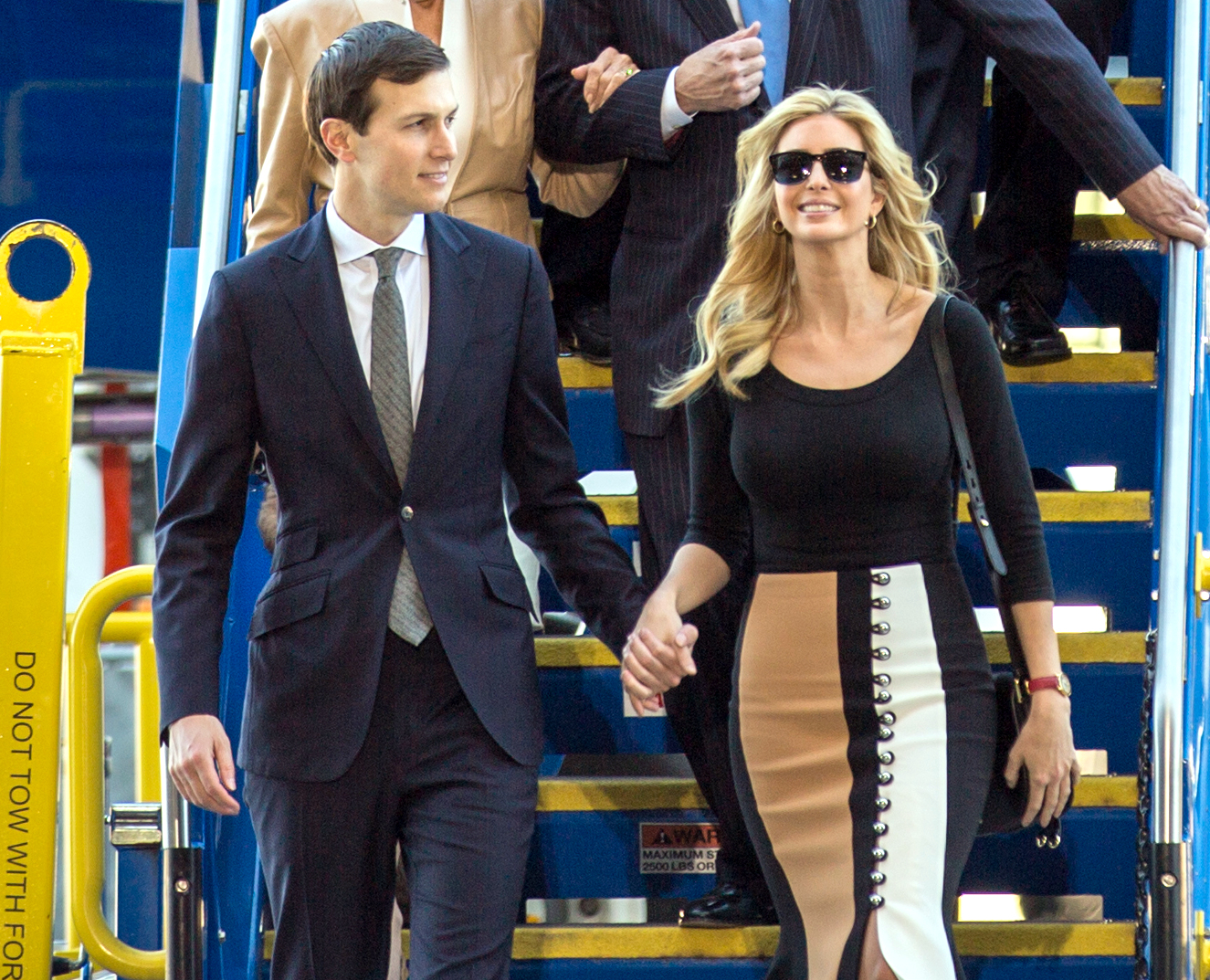
Jared Kushner und Ivanka Trump (2017)

2009 heiratete Kushner Ivanka Trump, die vor ihrer Eheschließung zum Judentum konvertierte und den Namen Yael Kushner annahm. Das religiöse Paar lebt in der Park Avenue an der Upper East Side in New York City, besucht die modern-orthodoxe Synagoge Kehilath Jeshurun und hält die jüdischen Speisegesetze sowie den Schabbat ein. Sie haben drei Kinder: Arabella (* 2011), Joseph (* 2013) und Theodore (* 2016). Eigenen Angaben zufolge beläuft sich das Vermögen der Eheleute Kushner auf etwa 740 Millionen US-Dollar.
Jared Kushner ist Vorsitzender der familieneigenen Charles and Seryl Kushner Foundation, die bisher über 100 Millionen US-Dollar an zumeist jüdische Institutionen, Organisationen, Universitäten und Krankenhäuser stiftete. Kushners Großmutter war Mitbegründerin des United States Holocaust Memorial Museum.
Jared Kushner und seine Familie pflegen eine langjährige persönliche Freundschaft mit dem israelischen Ministerpräsidenten Benjamin Netanjahu, der während eines USA-Besuchs im Hause der Kushners in Jareds Schlafzimmer übernachtete. Kushner kennt Netanjahu bereits seit Kindestagen.

## Ausbildung
Kushner absolvierte die private und in der Tradition des modernen orthodoxen Judentums geführte Frisch School in Paramus, New Jersey. Nach Recherchen des Wirtschaftsjournalisten und Pulitzer-Preisträgers Daniel Golden wurde Kushner von Vertretern seiner Highschool als mäßiger Schüler beschrieben. Dennoch wurde Kushner an der für ihr rigoroses Aufnahmeverfahren bekannten Harvard University angenommen. Zuvor hatte Kushners Vater der Elite-Universität 2,5 Millionen US-Dollar gespendet. Kushner schloss sein Soziologie-Studium 2003 mit einem Bachelor of Arts (B.A.) ab. Zudem absolvierte er 2007 an der New York University Law School ein kombiniertes Jura- und Betriebswirtschaftsstudium mit einem Juris Doctor und Master (MBA). Vorher hatte sein Vater der New York University 3 Millionen US-Dollar gespendet.
Nach seinen Abschlüssen an der NYU absolvierte Kushner Praktika bei dem New Yorker Staatsanwalt Robert M. Morgenthau sowie bei der New Yorker Rechtsanwaltskanzlei Paul, Weiss, Rifkind, Wharton & Garrison LLP.

## Unternehmerkarriere
Ab 2004 wirkte Kushner für das familieneigene Immobilienimperium und war seitdem für jährliche Milliardenumsätze der Kushner Companies mitverantwortlich. Nachdem sein Vater Charles Kushner 2005 wegen illegaler Wahlkampffinanzierung, Steuerhinterziehung und unerlaubter Zeugenbeeinflussung zu einer mehrjährigen Haftstrafe verurteilt worden war, übernahm Jared Kushner die Unternehmensführung.
Im Januar 2007 wickelte der zu dieser Zeit 26-jährige Jared Kushner den teuersten Kauf eines einzelnen Immobilienobjekts in der Geschichte der USA ab, bei dem er Tishman Speyer Properties das 41-stöckige Bürohaus 666 Fifth Avenue in New York City für 1,8 Milliarden US-Dollar abkaufte. Der Kaufpreis wurde fast vollständig finanziert durch einen Kredit von UBS und Barclays. Jared und sein Vater Charles Kushner haben ihre Büros im 15. Stockwerk des 666 Fifth Avenue-Gebäudes. Seit 2011 ist der Immobilien-Treuhandfonds Vornado Realty Trust Teilhaber der Immobilie. Mit Beginn seiner Tätigkeit als vereidigter Chefberater von US-Präsident Donald Trump im Januar 2017 hat Jared Kushner seine Anteile an dem Gebäude an eine familieneigene Stiftung übertragen, in der er geschäftlich nicht involviert ist.
Jared Kushner und die Kushner Companies werden wegen ihrer geschäftlichen Verbindungen zu dem israelischen Milliardär Raz Steinmetz kritisiert. Steinmetz ist ein Neffe des umstrittenen Diamanten- und Immobilienhändlers Beny Steinmetz und hat Kushner mehrfach mit Darlehen in einer Gesamthöhe von 550 Millionen US-Dollar für den Kauf New Yorker Immobilien in Bestlage unterstützt. Kritiker weisen wegen der geschäftlichen Verbindungen der Kushners und Steinmetz’ auf mögliche politische Interessenkonflikte hin. Auch 2017 nahm Kushners Immobilienfirma neue Millionenkredite auf.
Im Mai 2015 kaufte Jared Kushner für 295 Millionen US-Dollar von der Africa Israel Investments Ltd. das New Yorker Times Square Building in Manhattan. Laut Wall Street Journal tätigte Kushner Immobiliengeschäfte im Umfang von insgesamt 14 Milliarden Dollar. Im Dezember 2016 besaßen die Kushner Companies unter ihrem seit 2008 agierenden Vorstandsvorsitzenden Jared Kushner insgesamt 1,2 Millionen Quadratmeter an vermietbarer Bürofläche sowie 20.000 Appartements in sechs US-Bundesstaaten.
Neben zahlreichen Immobilien besitzt Kushner auch die auf digitale Inhalte spezialisierte Medienunternehmung Observer Media Group. Ab 2006 kaufte er mehrere Print- und Onlinepublikationen und kumulierte sie zunächst unter dem Unternehmen Observer Media Group, darunter das an der New Yorker Upperclass ausgerichtete Traditionsblatt The New York Observer. Die Publikationen der zunächst gekauften Printmagazine Scooter, Scene und Yue wurden nach und nach eingestellt. Stattdessen wurden die Onlinepublikationen BetaBeat, Gallerist und Politicker akquiriert bzw. aufgebaut. In den Jahren 2015/2016 fand ein grundlegender Relaunch der Observer Media-Publikationen statt. Die defizitäre Printausgabe des New York Observer erschien letztmals am 9. November 2016, einen Tag nach der US-Präsidentschaftswahl. Seither sind The New York Observer, BetaBeat, Gallerist und Politicker zu einem Onlineauftritt zusammengefasst und erscheinen in ausschließlich digitaler Form unter der Adresse Observer.com.
Kushner hält (Stand Anfang 2017) eine indirekte Beteiligung an der Risikokapitalgesellschaft Thrive Capital seines Bruders Joshua. Das auf Internet- und Softwareunternehmen spezialisierte Unternehmen partizipiert (Stand Anfang 2017) an mehr als 100 Investments, darunter Beteiligungen an den Apps Instagram, Slack und der Online-Bezahlplattform Stripe. Kushner und sein Bruder investieren über Thrive Capital gemeinsam mit den Milliardären George Soros, Yuri Milner und Jack Ma sowie der Investmentbank Goldman Sachs in die digitale Technologie- und Immobilieninvestmentplattform Cadre.com.

## Politischer Berater von Donald Trump

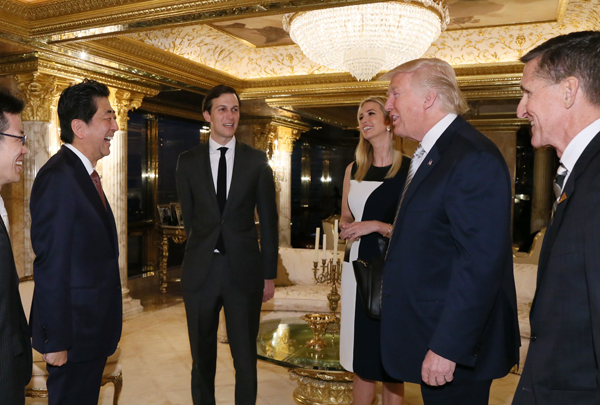
Kushner, Donald Trump und Shinzō Abe

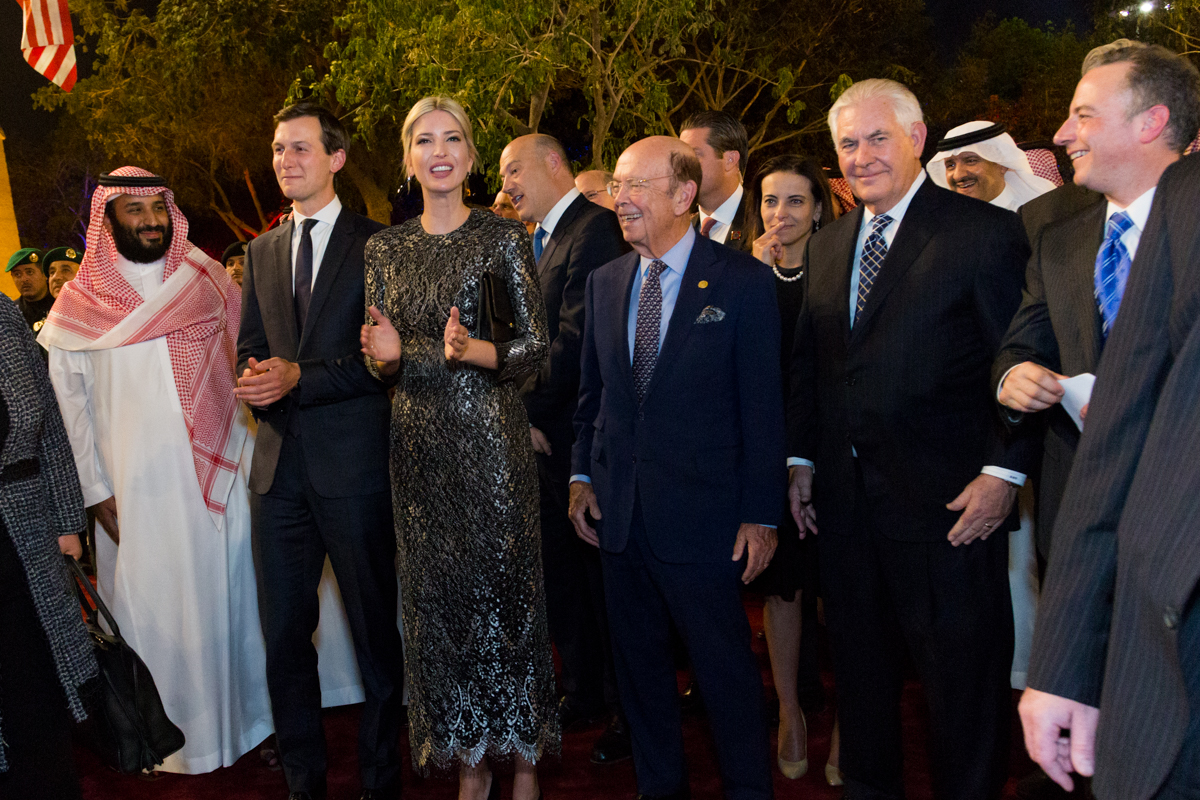
Kushner, Ivanka Trump und Mohammed bin Salman al-Saud

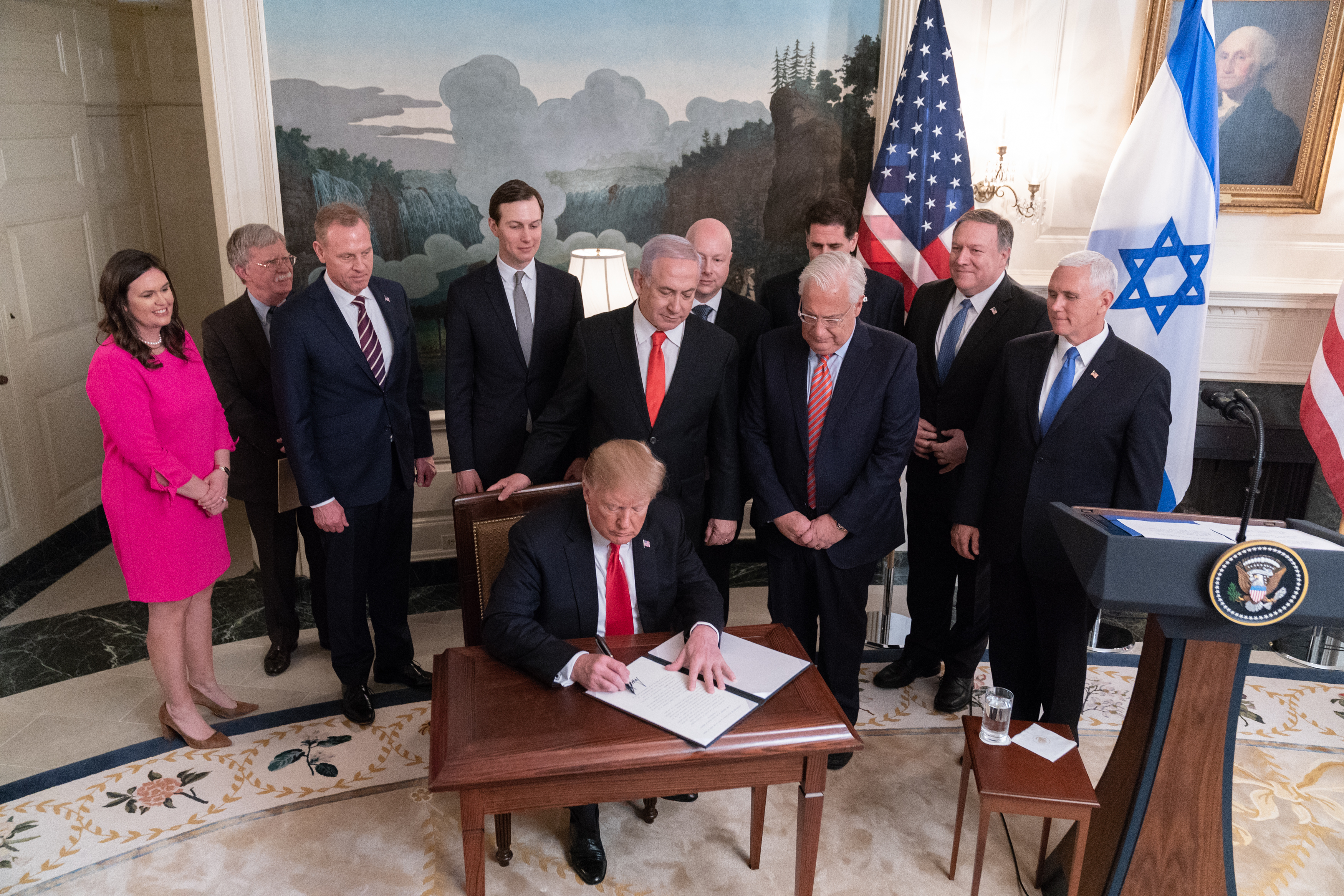
Kushner, Donald Trump und Benjamin Netanyahu

### Wahlkampfmanager
Kushner war der führende Wahlkampfmanager im Wahlkampfteam von Donald Trumps Präsidentschaftswahlkampf 2015/16: Er wählte die Veranstaltungsorte aus und bestimmte maßgeblich den Reiseplan Trumps mit. Außerdem entwickelte und leitete er im Stillen die Fundraising- und Social-Media-Kampagnen. Für seine als Project Alamo bezeichnete digitale Online-Kampagne nutzte er seine Beziehungen zu über 100 Internetspezialisten und Datenanalysten aus dem Silicon Valley. Das digitale Nervenzentrum von Trumps Wahlkampagne verlegte er vom Silicon Valley nach San Antonio im US-Bundesstaat Texas. Mit nur 100.000 US-Dollar Wahlkampfkosten pro Woche sprach das Project Alamo-Team die über die verschiedenen Social-Media-Kanäle gesammelten 12 bis 14 Millionen E-Mail-Adressen potenzieller Wähler gezielt an. Der vormalige Google-CEO Eric Schmidt sagte kurz nach der US-Präsidentschaftswahl, Kushner sei in seinen Augen die größte Überraschung im Wahlkampf gewesen.

### Chefberater des US-Präsidenten
Nach der Präsidentschaftswahl schrieben zahlreiche Medien über Kushner: Kushner sei diskret, loyal und clever; er sei wichtigster Berater, graue Eminenz und Strippenzieher von US-Präsident Trump. Kushner agiere „informell und im Hintergrund. Kaum sichtbar, mit maximalem Einfluss“.
Kushner sei seit Juni 2016 „das Machtzentrum in Trumps politischem Team“.
Der ehemalige US-Außenminister Henry Kissinger nannte Kushner „Trumps wichtigsten Vertrauten“.
Am 20. Januar 2017 wurde Kushner zusammen mit Trumps Redenschreiber Stephen Miller zum offiziellen Senior Advisor to the President of the United States (Chefberater) berufen. Kushner ließ über seine Anwältin Jamie Gorelick mitteilen, er werde aus seiner Firma ausscheiden, „substanzielle Vermögenswerte“ abstoßen und sich aus Regierungsangelegenheiten heraushalten, die seine finanziellen Interessen berührten.
Am 27. Februar 2018 entschied Trumps Stabschef John Kelly, Kushner und anderen Mitarbeitern des Weißen Hauses den Zugang zu Informationen der Geheimhaltungsstufe streng geheim zu entziehen.

### White House Office of American Innovation
Ende März 2017 wurde bekannt, dass Jared Kushner die Leitung einer direkt dem US-Präsidenten Trump unterstellten neuen Abteilung des Weißen Hauses übernimmt („Weißes-Haus-Büro für amerikanische Innovation“). Ziel sei es, Ideen aus dem Unternehmensbereich auf die Regierungsarbeit zu übertragen. Zunächst werde diese Abteilung die Aufgabe haben, die Bundesbürokratie zu reorganisieren, die Versorgung der US-Kriegsveteranen zu reformieren, den Drogenmissbrauch zu bekämpfen und bisherige Regierungsaufgaben zu privatisieren. Kushner erläuterte, die Regierung solle wie ein großes amerikanisches Unternehmen funktionieren. Die neue Abteilung wird als Spezialeinheit aus ehemaligen Managern und Tech-Größen aus dem Silicon Valley wie Gary Cohn und Marc Benioff beschrieben.
Zu dem von Präsident Donald Trump auf Kushner übertragenen Aufgabenportfolio gehörte die Opioid-Epidemie in den Vereinigten Staaten von Amerika zu beenden, die Infrastruktur zu überprüfen, die Bundesverwaltung zu reformieren und den Nahostkonflikt zu lösen.

### Sonderbeauftragter für den Nahen Osten
Kushner wurde 2017 als Sonderbeauftragter eingesetzt, um einen Frieden im Nahen Osten auszuhandeln. Trump äußerte bei einem Treffen mit Israels Ministerpräsident Netanjahu, dieser Friede solle besser werden „als ihr euch das je vorstellen könnt“.

### Beauftragter während der Coronavirus-Pandemie
Während der COVID-19-Pandemie war er im Weißen Haus neben Gesundheitsminister Alex Azar, der Katastrophenschutzbehörde FEMA und Vizepräsident Mike Pence zuständig für die Versorgung und Vermittlung von Schutzausrüstung.

## Ermittlungen wegen Russland-Kontakten

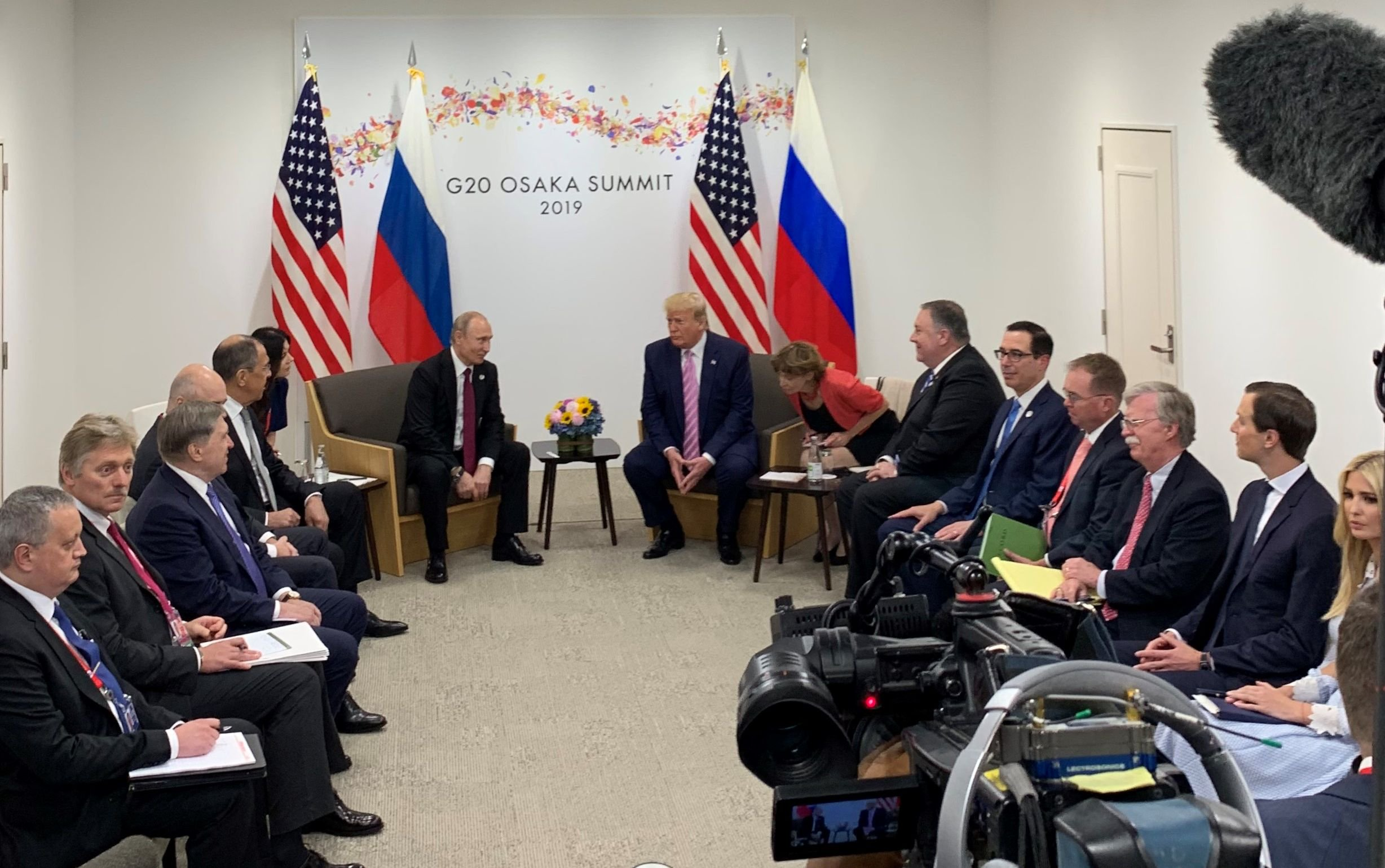
Kushner, Donald Trump und Wladimir Putin

Im Mai 2017 wurde bekannt, dass Kushner während und nach dem Wahlkampf 2016 mehr Kontakte mit russischen Stellen hatte als zuvor vom Weißen Haus eingeräumt, nämlich mindestens zwei Telefonate mit dem russischen Botschafter in den USA Sergei Kisljak und eine weitere Begegnung mit ihm. Seit Jahresanfang 2017 sind diese Kontakte Teil der Ermittlungen des FBI wegen des Verdachts der Kollusion von Trumps Wahlkampfteam mit russischen Behörden, die mittels Hacks und Medienbeeinflussung in den US-Präsidentschaftswahlkampf 2016 eingegriffen haben. Eine Sprecherin Kushners verwies darauf, dass er tausende Telefonate in dem halben Jahr geführt habe und sich nicht an diese zwei Telefonate erinnere. Laut Washington Post berichtete Kisljak im Dezember 2016 nach Moskau, dass Kushner ihm im vertraulichen Gespräch im Trump Tower während der Vorbereitung der Machtübergabe vorgeschlagen habe, für Trumps Team in der russischen Botschaft einen – auch von US-Behörden abgeschirmten – geheimen Direktkanal für Kommunikation mit der russischen Regierung einzurichten. Kisljak habe sich von diesem Vorschlag befremdet gezeigt. Da Kushner im Dezember 2016 auch Gespräche im Trump Tower mit dem (geheimdienstlich ausgebildeten) Leiter der staatlichen russischen Wneschekonombank führte, während er mögliche Investoren für das Großprojekt 666 Fifth Avenue zu gewinnen versuchte, steht der Verdacht der Ausnutzung politischer Macht für geschäftliche Zwecke im Raum.
Die Bank ist (Stand Mai 2017) von Sanktionen gegen Russland nach der Krimannexion betroffen und war 2015 in einen New Yorker Spionagefall verwickelt.
Die Erklärungen des Weißen Hauses und der Bank zum Inhalt des Treffens divergierten: Die Bank sagte, das Treffen habe mit Kushner in seiner Rolle als Chef des Unternehmens seiner Familie stattgefunden; das Weiße Haus sagte, das Treffen sei diplomatisch gewesen und habe nichts mit den Geschäften von Kushner zu tun gehabt.
Ende Mai schrieben demokratische Abgeordnete des US-Kongresses an Deutsche-Bank-Chef John Cryan und verwiesen darin auf Berichte, wonach die Trump-Unternehmen der Deutschen Bank insgesamt 340 Millionen Dollar (rund 304 Millionen Euro) schulden. Der Kongress wisse bislang nicht, ob diese Darlehen für Trump und seine Familie durch Bürgschaften der russischen Regierung abgesichert worden seien „oder in irgendeiner Weise mit Russland in Verbindung standen“. Sie schrieben auch an Finanzminister Steven Mnuchin, um herauszufinden, ob russische Regierungsmitglieder, Oligarchen oder kriminelle Bandenchefs einen „Finanzhebel“ gegen Trump in der Hand hätten, um ihn und seine Regierung unter Druck zu setzen.
Ende Juni 2017 berichtete die Washington Post, dass ein Kredit der Deutschen Bank in Höhe von 285 Millionen US-Dollar an Kushners Immobilienfirma kurz vor der Wahl ebenfalls untersucht wird; gegen die Deutsche Bank wurde zu dem Zeitpunkt wegen Kreditbetrugs und wegen Geldwäsche ermittelt. Kushner bezahlte 296 Millionen US-Dollar und nahm bei einem anderen Unternehmen zudem einen Kredit über 85 Millionen USD auf; die Kreditaufnahme war also 74 Millionen USD höher als der Kaufpreis.
Im Juli 2017 wurde ein weiteres Treffen mit russischen Vertretern am 9. Juni 2016 im Trump Tower bekannt, an dem Kushner mit dem damaligen Wahlkampfmanager Paul Manafort und Trumps ältestem Sohn Donald Trump Jr. teilgenommen hatte. Die zuvor ausgetauschten E-Mails zeigen, dass Trumps Sohn das Treffen mit einer russischen Anwältin deshalb organisiert hatte, weil diese ihm belastendes Material über die Gegenkandidatin Hillary Clinton in Aussicht gestellt hatte. Damit ist erstmals ein Russland-Kontakt des engsten Wahlkampfteams um Trump in kollusiver Absicht nachgewiesen.
Am 24. Juli 2017 veröffentlichte Kushner ein Statement und sprach nicht-öffentlich und nicht unter Eid mit dem Geheimdienstausschuss des US-Senats.

## Kontakte mit Saudi-Arabien
Im Oktober 2017 reiste Kushner unangekündigt nach Riad. Im Juni hatte Mohammed bin Salman seinen Cousin von der Thronfolge verdrängt. Berichten zufolge nutzte Kushner seinen Zugang zum täglichen Lagebericht der Geheimdienste für den Präsidenten, der auch Namen saudischer Oppositioneller enthielt. Kushner bestritt den Vorwurf, diese verraten zu haben. Am 17. Februar 2018 wurde ihm der Zugang zu Geheimsachen entzogen. In der Woche nach dem Treffen mit Kushner begann Mohammed bin Salman eine Verhaftungswelle.
Nach seiner Zeit im Weißen Haus erhielt Kushners Private-Equity-Firma eine Investition von zwei Milliarden US-Dollar durch den saudischen Staatsfonds.

## Interessenkonflikte
Die Kushner Company (KC) muss Anfang 2019 Kredite in Höhe von 1,2 Milliarden US-Dollar refinanzieren, die sie hatte aufnehmen müssen, weil die gekaufte Immobilie 666 Fifth Avenue sich nicht wie erhofft vermarkten ließ und teilweise leer steht. Auf der Suche nach Investoren war KC laut Bloomberg auch in Saudi-Arabien, Katar, China, Südkorea, Frankreich und Israel aktiv. KC hält 50,5 % an der 666 Fifth Avenue, Vornado Realty Trust hält die übrigen 49,5 %. Vornado kündigte im Februar 2018 an, seinen Anteil demnächst verkaufen zu wollen.
Im April 2017 bat KC Katar vergeblich um Finanzierung. Anfang Juni begannen Saudi-Arabien, die VAE, Ägypten und Bahrain eine Blockade gegen Katar. Entgegen der bisherigen amerikanischen Neutralitätsposition unterstützte Trump öffentlich die saudisch geführte Blockade, während sein Außenminister Tillerson diese ablehnte.
In Medien und im öffentlichen Diskurs wurde und wird gefragt, ob Kushner sich beeinflussbar oder erpressbar gemacht hat und ob er die beiden Sphären stets sauber getrennt hat.
Laut Washington Post haben in mindestens vier Ländern (China, Mexiko, Israel und Vereinigte Arabische Emirate) Regierungsvertreter über Möglichkeiten diskutiert, Kushner „zu manipulieren“.
Im Juni 2018 wurde bekannt, dass das Ehepaar Kushner 2017 durch 80 Transaktionen Einkünfte in Höhe von etwa 147 Millionen US-Dollar hatte. Ethikexperten halten Interessenkonflikte für möglich.
Im Juli 2019 bezeichnete Donald Trump den in Baltimore gelegenen Wahlkreis des Abgeordneten Elijah Cummings als „a disgusting, rat and rodent infested mess“ (Übersetzung etwa: „ein ekelhaftes, ratten- und nagetierverseuchtes Chaos“). Er lenkte damit die Aufmerksamkeit auch auf die Zustände in den Wohnanlagen Kushners, in denen wegen Schimmel, Nagerbefalls und anderen Mängeln seit 2017 Bußgelder in Höhe von 13.200 $ verhängt wurden. Von 899 Wohneinheiten, die Kushner gehören oder gehörten, bestanden 200 die jährlichen Inspektionen nicht. Die Tierschutzorganisation PETA reagierte mit einem Billboard, auf dem sie einen auf einem Geldhaufen sitzenden Mann (Kushner) einer Maus mit einem Stück Käse gegenüberstellte.

## Werke
- Breaking History: A White House Memoir. Harpercollins, New York 2022, ISBN 978-0-06-328648-1.